# Habenaria ibarrae
Habenaria ibarrae är en orkidéart som beskrevs av Roberto González Tamayo. Habenaria ibarrae ingår i släktet Habenaria och familjen orkidéer. Inga underarter finns listade i Catalogue of Life.